# Gabrielle C. J. Couillez
Gabrielle C. J. Couillez (* 1965 in Rheinland-Pfalz) ist eine deutsche Autorin.

## Leben
Couillez wuchs in Rheinland-Pfalz auf. Nach dem Schulabschluss hatte sie eine Ausbildung als Rechtsanwaltsgehilfin. Sie war angestellte Direktionsassistentin einer Bausparkasse und danach freiberuflich als Budgetbetreuerin/Integrationshelferin von psychisch Kranken tätig, schließlich wechselte sie in den Beruf der gesetzlichen Betreuerin. Die Autorin war zeitweise journalistische Mitarbeiterin für Kultur bei der Rheinpfalz-Lokalredaktion in Grünstadt.
Mit dem Schreiben begann sie, um die Entwicklung ihres ältesten Kindes mit Behinderung zu fördern. Etliche ihrer Texte haben einen historischen Bezug. In einer Roman-Trilogie werden die abenteuerlichen Reisen des Georg Wilhelm Schimper in Nordafrika geschildert. Viele Romane handeln in Frankreich, so z. B. von dem Leben der Katharer. 
2023 initiierte und organisierte sie die Buchmesse "Buch im Wald" in Leimen (Pfalz).
Couillez wohnt in Leimen in der Pfalz.

## Werke
- Der Poet mit dem gebrochenen Flügel. BoD 2023, ISBN 978-3-7347-5073-1.
- Der Flug des Nachtfalters, Erzählung. BoD 2021, ISBN 978-3756237173.
- Faszination Abessinien – Bis in die Heimat der Störche, Die afrikanischen Abenteuer des Georg Wilhelm Schimper, Waldkirch Verlag 2021, ISBN 978-3-86476-157-7.
- Abenteuer Afrika – mit dem Zug der Störche, Die abenteuerlichen Reisen des Georg Wilhelm Schimper. Waldkirch Verlag 2019, ISBN 978-3-86476-121-8
- Die Rückkehr der Störche – Die bewegte Jugend des Georg Wilhelm Schimper, Waldkirch Verlag 2017, ISBN 978-3-86476-096-9.
- Die Frucht des Ölbaums – Der Ketzer. Verlag 3.0 2014, ISBN 978-3-74947-153-9.

## Nachweise
1. ↑  Im Porträt: Gabrielle C. J. Couillez - Themen - lokalmatador. Abgerufen am 14. September 2023 (deutsch).
2. ↑  „Buch im Wald“: Der große Andrang bleibt aus - Leimen. Abgerufen am 10. September 2023.

| Personendaten    | Personendaten             |
| ---------------- | ------------------------- |
| NAME             | Couillez, Gabrielle C. J. |
| KURZBESCHREIBUNG | deutsche Autorin          |
| GEBURTSDATUM     | 1965                      |
| GEBURTSORT       | Rheinland-Pfalz           |